# 孫承榮
孫承榮（1560年—？），字元錫，號震南，四夷館官籍直隸蘇州府長洲縣人，明朝政治人物。賜進士出身。

## 生平
萬曆十年（1582年）壬午科順天鄉試三十七名舉人，萬曆十四年（1586年）丙戌科會試二百二十四名，登二甲第十八名進士。吏部观政，本年授刑部主事，十七年升江西司员外、十八年升四川司郎中，二十年出知武昌府，二十三年（1595年）十二月升山东海盖兵备副使，二十四年二月復除原职，二十七年升江西左参政，二十八年致仕。三十年復除四川右参政，三十三年（1605年）十二月升山西按察使，三十七年正月升山东右布政使，四十年六月加升本省左布政，管右布政事，四十二年升本年左布政，四十四年二月引疾乞休。

## 家族
曾祖孫澄；祖父孫悌，曾任生員；父孫孝祖，曾任冠帶賢士封登仕郎鴻臚寺署丞。母潘氏；生母戴氏。永感下。兄孫承爵（制敕房办事署丞）、孫承禄（丙子舉人）、孫承恩。弟孫承胤。